# SC Amersfoort
Der Sportclub Amersfoort war ein niederländischer Fußballklub mit Sitz in der Stadt Amersfoort in der Provinz Utrecht.

## Geschichte
Der Klub trat die Nachfolge des vorherigen Hollandia Victoria Combinatie an, welcher sich im Zuge der fortschreitenden Professionalisierung für eine Rückkehr in die Amateur-Spielklassen entschieden hatte. Somit ging die Profimannschaft in den neuen Klub über. Somit startete man auch gleich in der zweitklassigen Eerste Divisie. In der ersten Saison 1973/74 gelang es zwar sich über Umwege über den 14. Platz noch für die Playoffs um den Aufstieg zu qualifizieren, jedoch wurde man in diesen Letzter. In den folgenden Jahren reichte es auch immer nur wenn überhaupt, für einen Platz im Mittelfeld. In der Regel beendete man die Spielzeiten immer auf den hinteren Plätzen. So kam es dann auch dazu, dass in dem sowieso schon recht kleinem Sportpark Birkhoven die Zuschauerzahlen auf durchschnittlich 1285 Menschen schrumpften und auch der Hauptsponsor wegbrach. Schließlich musste der Klub nach 15 gespielten Partien in der Saison 1982/83 im Dezember 1982 Konkurs anmelden und wurde aufgelöst.